# ۵۷۳ (خورشیدی)
۵۷۳ پانصد و هفتاد و سومین سال هجری خورشیدی است.